# Wienerwald (bergsområde)

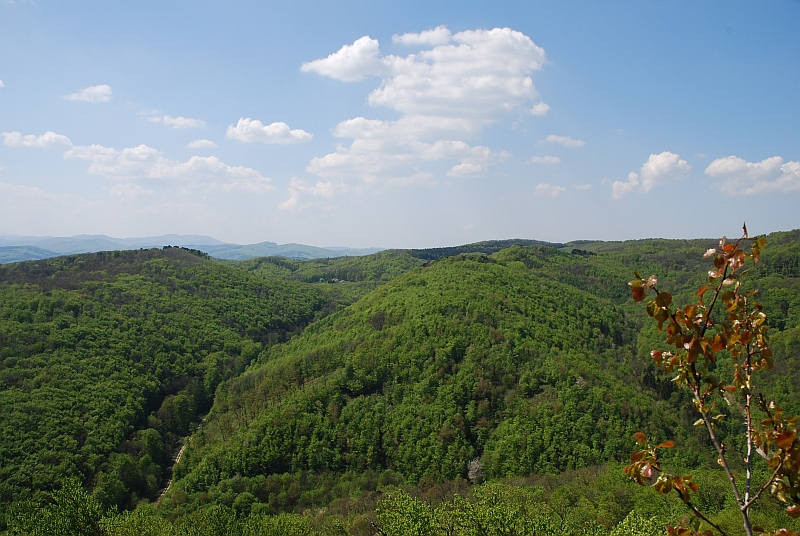
Wienerwald

Wienerwald är ett naturområde i Österrike som sträcker sig från Wien och Niederösterreichs slättland i nordöst till Alperna åt sydväst. Området är ett mycket populärt naturområde för wienborna och stadsbyggnadsregleringar förhindrar vidare exploatering på bergssluttningarna. Området är av Unesco sedan 2005 klassificerat som biosfärområde.